# Uliești

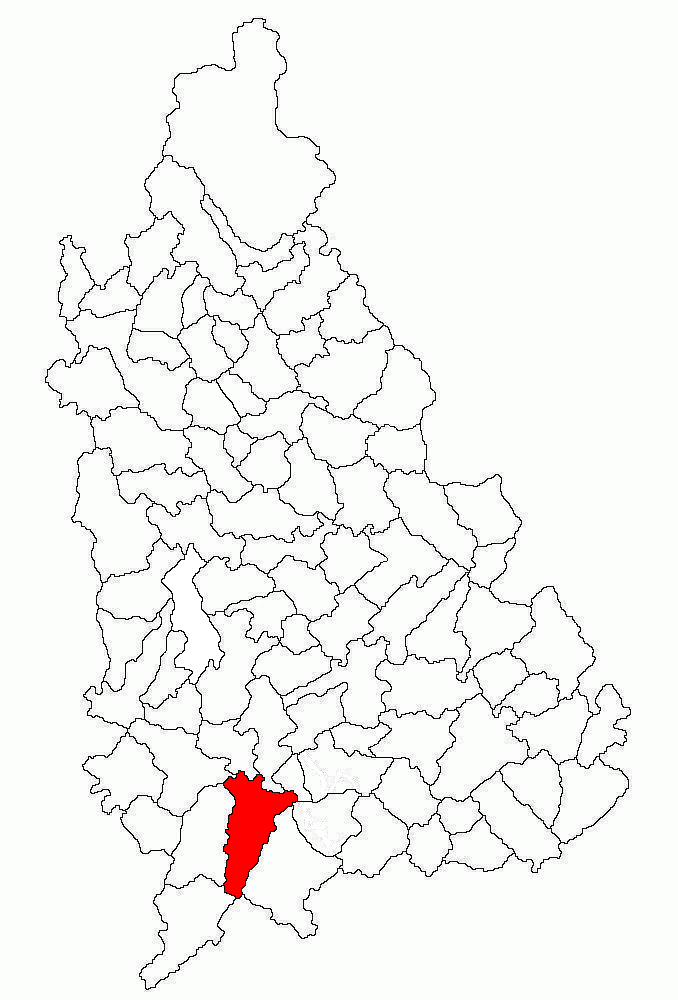
Mapa de localização da Comuna de Uliești, no Condado de Dâmbovița, Romênia

Ulieşti é uma comuna romena localizada no distrito de Dâmboviţa, na região de Muntênia. A comuna possui uma área de 61.46 km² e sua população era de 4451 habitantes segundo o censo de 2007.